# Ріка (притока Тиси)
Рікá — річка в Українських Карпатах, у Міжгірському і Хустському районах Закарпатської області. Права притока Тиси (басейн Дунаю).

## Опис
Довжина 92 км, площа басейну 1240 км². Долина V-подібна, ширина по дну від 40 до 500 м; у передгірних районах — трапецієподібна, завширшки до 4—5 км. Заплава у верхній і середній течії завширшки від 40 до 100 м; біля села Липча розширюється до 500 м і більше, у пониззі розчленована старицями і протоками. Річище звивисте, розгалужене; нижче села Торунь є пороги; багато островів. Ширина річки переважно 20—50 м, найбільша — понад 100 м. Похил річки 10 м/км. Живлення мішане. Льодовий режим нестійкий; з початку грудня спостерігаються забереги та осінній льодохід, в окремі роки льодоставу не буває. На багатьох ділянках здійснено укріплення берегів.
Гідрологічні пости біля с. Верхній Бистрий (з 1954 р), смт Міжгір'я (з 1946 р), с. Нижній Бистрий (з 1956 р), м. Хуста (з 1946 р).
Використовуєть для водопостачання. Також діє Теребле-Ріцька ГЕС. Є численні бази відпочинку, поширений водний туризм.

## Розташування
Витоками Ріки є Присліп і Торунька (Торуньчик), які починаються з джерел на південно-західних схилах Верховинського хребта. Ріка тече спершу переважно на південь, у пониззі — на південний захід. Впадає до Тиси біля західної околиці міста Хуста.

## Притоки
- Праві: Присліп, Гашек, Просівна, Козяй, Голятинка, Репинка, Широкий, Чеховець, Осава, Мала Осава.
- Ліві: Торунька, Лопушна, Бистра, Воловець, Прогудня, Сюрюк.

## Населені пункти
На Ріці: смт Міжгір'я, місто Хуст і чимало сіл.